# Graschdanin

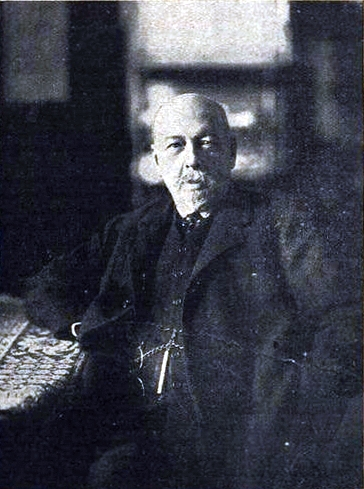
Wladimir Meschtscherski (1839‒1914), der Gründer des Graschdanin

Graschdanin (russisch Гражданин, „Der Bürger“, „Der Staatsbürger“) war eine Sankt Petersburger Zeitung, die von 1872‒1879, 1882‒1888 und 1895‒1914 dreimal wöchentlich, und 1888‒1895 täglich erschien. Das konservative Blatt, das Monarchie und Kirche verteidigte, brachte vor allem politische und literarische Beiträge.

## Geschichte
Gründer und erster Herausgeber des Graschdanin war der Schriftsteller Prinz Wladimir Petrowitsch Meschtscherski, ein Freund von Pjotr Tschaikowski. Die Redaktion hatte von 1873 an die Adresse 77 Newski Prospekt.
Nach Meinungsverschiedenheiten mit Meschtscherski legte G. K. Gradowski, der zu diesem Zeitpunkt Herausgeber war und relativ liberal war, seine Funktion nieder und überließ sie Anfang 1873 Fjodor Dostojewski. Dieser veröffentlichte im Graschdanin die ersten Folgen seines bald sehr populären Tagebuch eines Schriftstellers. Die Arbeit brachte Dostojewski allerdings verschiedentlich Ärger ein. So musste er, nachdem er einen Artikel veröffentlichte, in dem der Zar zitiert wurde (das war damals nicht erlaubt), zwei Tage in Haft verbringen. Im April 1874 legte er die Herausgeberschaft nieder, um den Roman Der Jüngling zu schreiben. Später veröffentlichte Dostojewski im Graschdanin auch seine Prosaarbeit Der Traum eines lächerlichen Menschen (1877).
Zu den weiteren Beitragenden des Graschdanin zählten Konstantin Pobedonoszew, Nikolai Strachow, Alexei Pissemski, Nikolai Leskow, Apollon Maikow, Jakow Polonski und Alexei Apuchtin.
Nach Meschtscherskis Tod wurde das Erscheinen eingestellt.